# Tetragnatha pinicola
Tetragnatha pinicola là một loài nhện trong họ Tetragnathidae.
Loài này thuộc chi Tetragnatha. Tetragnatha pinicola được miêu tả năm 1870 bởi L. Koch.